# Ninety
Az 1989-es Ninety az 808 State második nagylemeze. A Pacific State Top 40-es lett az Egyesült Királyságban, amikor 1989 novemberében a 10. helyig jutott. A lemez Amerikában Utd. State 90 címen jelent meg, a The Fat Shadow nélkül, más bónuszdalokkal.
Szerepel az 1001 lemez, amit hallanod kell, mielőtt meghalsz című könyvben.

## Az album dalai
|    | Cím            | Szerző(k)                            | Hossz |
| -- | -------------- | ------------------------------------ | ----- |
| 1. | Magical Dream  | 808 State                            | 3:52  |
| 2. | Ancodia        |                                      | 5:47  |
| 3. | Cobra Bora     | 808 State                            | 6:36  |
| 4. | Pacific 202    | Graham Massey, Price, Gerald Simpson | 5:43  |
| 5. | Donkey Doctor  | 808 State                            | 5:24  |
| 6. | 808080808      | 808 State                            | 4:20  |
| 7. | Sunrise        | 808 State                            | 6:33  |
| 8. | The Fat Shadow |                                      | 0:59  |

## Fordítás
Ez a szócikk részben vagy egészben a Ninety (album) című angol Wikipédia-szócikk ezen változatának fordításán alapul.  Az eredeti cikk szerkesztőit annak laptörténete sorolja fel. Ez a jelzés csupán a megfogalmazás eredetét és a szerzői jogokat jelzi, nem szolgál a cikkben szereplő információk forrásmegjelöléseként.